# Banana Yoshimoto
Banana Yoshimoto (よしもと ばなな; Yoshimoto Banana), pseudonym för Yoshimoto, Mahoko  (吉本 真秀子; Yoshimoto Mahoko), född 24 juli 1964, är en flerfaldigt prisbelönt japansk nutida författare. Hennes bok Kök är den enda som översatts till svenska.